# Headfirst for Halos
Headfirst for Halos è il terzo singolo estratto dal primo album dei My Chemical Romance, I Brought You My Bullets, You Brought Me Your Love.

## La canzone
La canzone riguarda la depressione e contempla il suicidio. Il testo (tradotto), "Ora le rosse mi fanno volare, e quelle blu mi fanno cadere" si riferisce agli antidepressivi e altre droghe. "Red & Blues", in particolare, è un gergo per indicare droga per il colore delle pillole di amfetamine e barbiturici, rispettivamente, stimolanti e tranquillanti.
La copertina del singolo appare nel video del successivo singolo della band I'm Not Okay (I Promise).

## Tracce
1. Headfirst for Halos
2. Our Lady of Sorrows

## Classifica
| Classifica (2004) | Posizione massima |
| ----------------- | ----------------- |
| Regno Unito       | 80                |